# XXI Korpus Armijny (Cesarstwo Niemieckie)

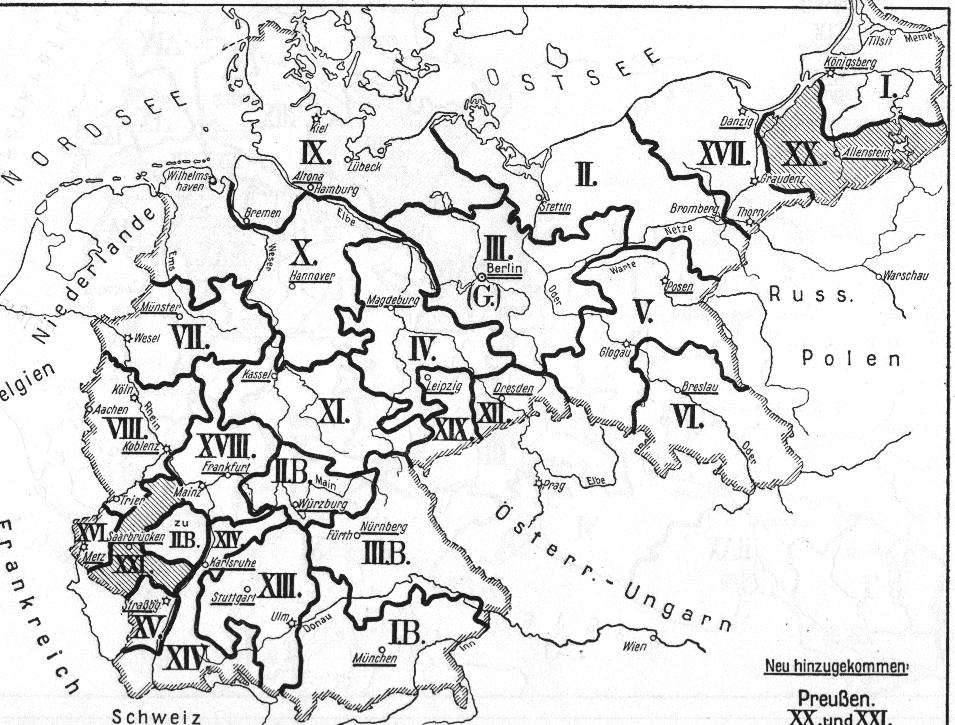
Zasięg korpusów w 1914

XXI Korpus Armijny  (niem. XXI. Armee-Korps)  – wyższy związek taktyczny Armii Cesarstwa Niemieckiego.

## Charakterystyka
29 czerwca 1912 armię niemiecką zorganizowano w 25 korpusów prowadzących rekrutację na terenach 22 terytorialnych okręgów korpuśnych. Każdy korpus tworzyły dwie dywizje piechoty, zwykle o kolejnych numerach. Korpusy zgrupowane były w osiem inspekcji armii. Barwą XXI KA był jasnozielony.
W sierpniu 1914 rozwinięto w Niemczech do etatów wojennych związki operacyjne (armie). W skład 6 Armii wszedł między innymi XXI Korpus Armijny. W I wojnie światowej korpus walczył na froncie zachodnim.
Korpus na stopie wojennej początkowo składał się ze sztabu korpusu, oddziałów korpuśnych i dwóch dywizji piechoty. Jednak wojna pozycyjna wymusiła bardziej płynną organizację korpusów, która umożliwiałaby przerzucanie nawet do sześciu dywizji na odcinki korpusów znajdujących się na głównym wysiłku obrony. Reformę tę sformalizowano w grudniu 1916, a Korpus od tej pory traktowano jako tymczasowe zgrupowanie poszczególnych dywizji.

## Struktura organizacyjna
Skład od 2 VIII 1914 do 20 IX 1915:
- dowództwo korpusu
- 31 Dywizja Piechoty
- 42 Dywizja Piechoty

## Dowódcy korpusu
| Stopień          | Imię i nazwisko  | Okres                   |
| ---------------- | ---------------- | ----------------------- |
| Generał piechoty | Fritz von Below  | 1 IX 1912 – 4 IV 1915   |
| Generał lejtnant | Oskar von Hutier | 4 IV 1915 – 2 I 1917    |
| Generał lejtnant | Ernst von Oven   | 2 I 1917 do końca wojny |